# نیروگاه هسا
نیروگاه گازی هِسا (در منطقه شمال اصفهان و شرق شاهین شهر، در کیلومتر ۱۰ اتوبان اصفهان - شاهین‌شهر و واقع در شرکت صنایع هواپیماسازی ایران (هسا)، بهره‌برداری ۱۳۶۸)، یکی از نیروگاه‌های ایران از نوع گازی با ظرفیت تولید ۸۷٫۶ مگاوات است که شامل ۳ واحد گازی ۲۹٫۲ مگاواتی مدل Pratt & Whitney است. قدرت عملی هر یک از واحدها ۲۱ مگاوات است.
واحدهای این نیروگاه به جهت نوع خاص فن‌آوری بکار رفته از سوی شرکت سازنده که از سازندگان عمده توربین‌های جت هواگرد است، به‌شمار می‌رود.

## روز شمار نیروگاه هسا
اولین واحد نیروگاه هسا در بهمن ۱۳۶۷ راه‌اندازی و بهره‌برداری عملی از ۲ واحد این نیروگاه از سال ۱۳۶۹ آغاز شد. بهره‌برداری از واحد سوم نیروگاه به دلیل اعمال تحریم‌ها به مدت بیش از ۱۰ سال به تعویق افتاد و واحد دوم نیز از تیر ۱۳۸۲ از مدار خارج شد، با حمایت شرکت توانیر، همکاری شرکت برق منطقه‌ای اصفهان و تعمیر پره و کمپرسور در شرکت صها، در ۲۹ تیر ۱۳۸۶ هر سه واحد نیروگاه  به‌طور هم‌زمان با شبکه پارالل شد. هم‌اکنون این نیروگاه دارای ۳ شیفت کاری است.

## واگذاری نیروگاه هسا
نیروگاه گازی هسا زیرمجموعه شرکت مدیریت تولید برق اصفهان تحت مالکیت شرکت توانیر بود که قرار بود در خرداد ۱۳۹۱، ۱۰۰ درصد سهام نیروگاه به ارزش کل پایه ۱۲ میلیارد و ۸۳۴ میلیون و ۶۴۶ هزار و ۳۴۱ تومان واگذار شود. (اطلاعی از واگذاری قطعی این نیروگاه در دست نیست)